# Montmesa
Montmesa (en aragonés Mormesa) es una localidad española de la Hoya de Huesca que pertenece al municipio de Lupiñén-Ortilla en la provincia de Huesca. Situada cerca de Lupiñén (capital del municipio), en un llano entre los ríos Sotón y Astón muy cerca del embalse de Tormos, su distancia a Huesca es de 26 km.

## Demografía
| 1970 | 2000 | 2001 | 2002 | 2003 | 2004 |
| ---- | ---- | ---- | ---- | ---- | ---- |
| 139  | 96   | 102  | 99   | 108  | 104  |

## Historia
- En junio de 1101 el rey Pedro I de Aragón dio al monasterio de Montearagón la mitad de la almunia de "Montmesa", con la mitad de la torre y su término (UBIETO ARTETA, Colección diplomática de Pedro I, nº. 99,p. 350-351)
- El 18 de agosto de 1391 el rey Juan I de Aragón vendió Montmesa al monasterio de Montearagón (SINUÉS,nº. 1266)
- En el siglo XVI era del rey (DURÁN, Geografía, p. 75)
- En 1610 era del rey (LABAÑA, p. 48)
- En 1845 se anexiona a Ortilla

## Monumentos y lugares de interés
- Parroquia dedicada a San Miguel
- Ermita de Nuestra Señora del Turrullón[1]